# 長谷川美代次
長谷川 美代次（はせがわ みよじ、1888年（明治21年）1月7日 - 1970年（昭和45年）2月1日）は、大日本帝国陸軍軍人。最終階級は陸軍中将。

## 経歴
1888年（明治21年）に福井県で生まれた。陸軍士官学校第23期、陸軍大学校第31期卒業。イギリス駐在を経て、1933年（昭和8年）8月に陸軍省整備局統制課高級課員に就任した。1935年（昭和10年）3月15日に陸軍歩兵大佐進級と同時に陸軍歩兵学校教官に就任し、1936年（昭和11年）3月に独立歩兵第1連隊長に転じた。
1938年（昭和13年）3月1日に陸軍兵器本廠附となり、5月9日に商工省臨時物資調整局第2部長に就任し、7月15日に陸軍少将に進級した。1939年（昭和14年）10月に独立混成第15旅団長（北支那方面軍）に就任し、日中戦争に出動。北京に駐屯し、冀東、北部冀中、晋察冀辺区などで治安維持、討伐戦に任じた。1941年（昭和16年）8月25日に陸軍中将に進級し、10月15日に留守第5師団長に就任した。1945年（昭和20年）3月29日に待命、3月30日に予備役に編入されたが、3月31日に召集され朝鮮軍管区兵務部長に就任した。
1947年（昭和22年）11月28日、公職追放仮指定を受けた。

## 栄典
勲章等
- 1940年（昭和15年）8月15日 - 紀元二千六百年祝典記念章[5]